# Min jämmer nu en ände har
Min jämmer nu en ände har är en tysk psalm, HERR GOTT mein Jammer hat ein End, i sex verser skrivna av okänd tysk författare 1563. Översatt till svenska O GUD min nöd nu endas här av Laurentius Jonae Gestritius och bearbetad av Jakob Arrhenius 1691.  Ingen mer upphovsman anges efter stavningsreformens påverkan på texten 1906.
Psalmen inleds 1695 med orden:
Min jämmer nu en ända haar
Från werlden jagh migh wänder

## Publicerad som
- Nr 396 i 1695 års psalmbok under rubriken "Suckan i Dödzångest".
- Nr 479 i 1819 års psalmbok under rubriken "Med avseende på de yttersta tingen: En trogen själs glädje att skiljas hädan".
- Nr 562 i 1937 års psalmbok under rubriken "Det kristna hoppet inför döden".